# Gastó V de Bearn
Gastó V de Bearn (Segle XIII) fou vescomte de Bearn, Gabardà i Brulhès
Fill de Pere III de Gabardà i Brulhès, vescomte de Bearn i Matel·la de Baus, cosina del rei català.

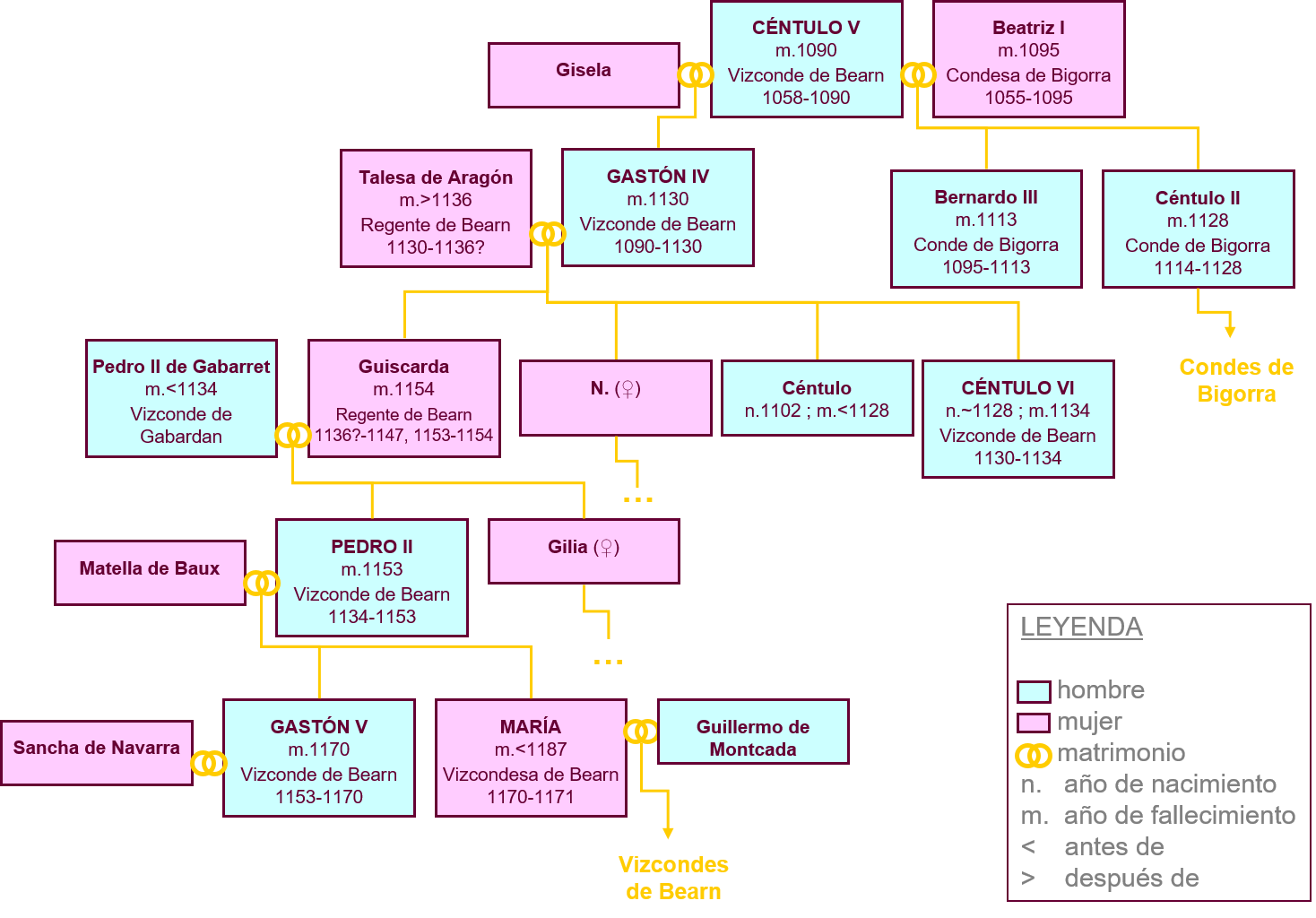
Genealogia de Gastó V.

El 1153, a la mort del seu pare, va heretar el vescomtat amb regència de la seva àvia Guiscarda de Bearn. A la mort de Guiscarda el 1154, l'assemblea de Bearn el va posar, fins a la seva majoria d'edat el 1165 sota la tutela del seu oncle Ramon Berenguer IV, comte de Barcelona i príncep d'Aragó, a qui va retre homenatge a Canfranc, i deixant de reconèixer al duc d'Aquitània. Es va casar amb Sança de Navarra i de Castella, filla del rei Garcia V de Navarra, amb qui no va tenir fills. Es va retirar a un monestir hospitaler on va morir el 1170, deixant la successió en la seva germana Maria de Bearn.